# Munidopsis serricornis
Munidopsis serricornis é uma espécie de crustáceo decápode da infraordem Anomura com distribuição natural alargada nas regiões profundas dos oceanos. A sua presença é conhecida no Oceano Atlântico (desde a Islândia e Noruega até às ilhas de Cabo Verde), no Atlântico noroeste (desde a costa leste dos Estados Unidos até ao Golfo do México e no Indo-Pacífico (da Austrália e do Arquipélago Malaio até Madagáscar).

## Descrição
A espécie cresce até atingir um comprimento de carapaça de 20 mm.
M. serricornis aparenta ser um das espécies mais abundantes da megafauna nos ecossistemas de recifes de coral de águas frias da costa sul da Noruega. Já foi também observada em associação com gorgónias do género Acanthogorgia.
M. serricornis foi a primeira espécie do actual género Munidopsis a ser descrita, quando Sven Lovén a descreveu como Galathea serricornis em 1852. A espécie foi descrita independentemente em 1857 sob o nome de Galathea tridentata por Laurits Esmark.